# Palacio de Lorite
El palacio de Lorite o edificio de Banca Calamarte fue un edificio (casa-palacio) ubicado en el número 46 de la calle de Alcalá en Madrid, esquina con la calle del Marqués de Cubas. Fue proyectado por el arquitecto José de Lorite Kramer y construido entre 1923 y 1924 a raíz del encargo de Banca García-Calamarte. El Banco García Calamarte fue una institución bancaria española fundada por Tomás Enrique García-Calamarte en 1865. Fue absorbido por el Banco Pastor en 1942 que contaba así con su primera oficina en la capital. La entidad instaló en la planta baja sus oficinas y el resto de pisos se destinaron a viviendas residenciales. 

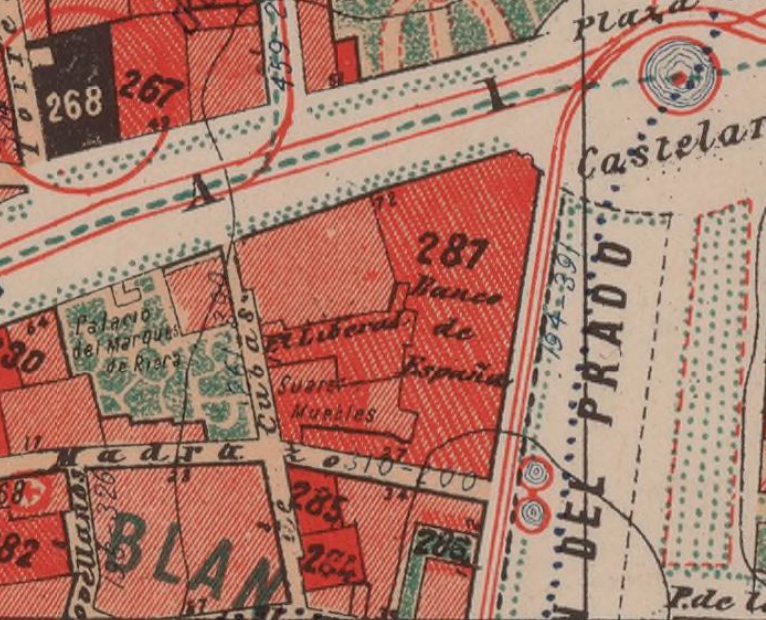
Calle del Turco, manzana del Banco de España y palacio del Marqués de Casa Riera, plano de Facundo Cañada (1900).

El solar destinado al inmueble estaba ocupado por una vivienda grande para cocheras y oficios perteneciente al palacio del Marqués de Casa Riera, que fue demolida a finales de 1920. Ambos inmuebles estaban separados por la calle del Turco, pero conectados a través de una galería subterránea. Tras su demolición la calle fue ensanchada. Su construcción se vio dificultada por la presencia de un arroyo subterráneo, que ya dificultó en su día las obras del edificio del Banco del Río de la Plata o el Hotel Palace.

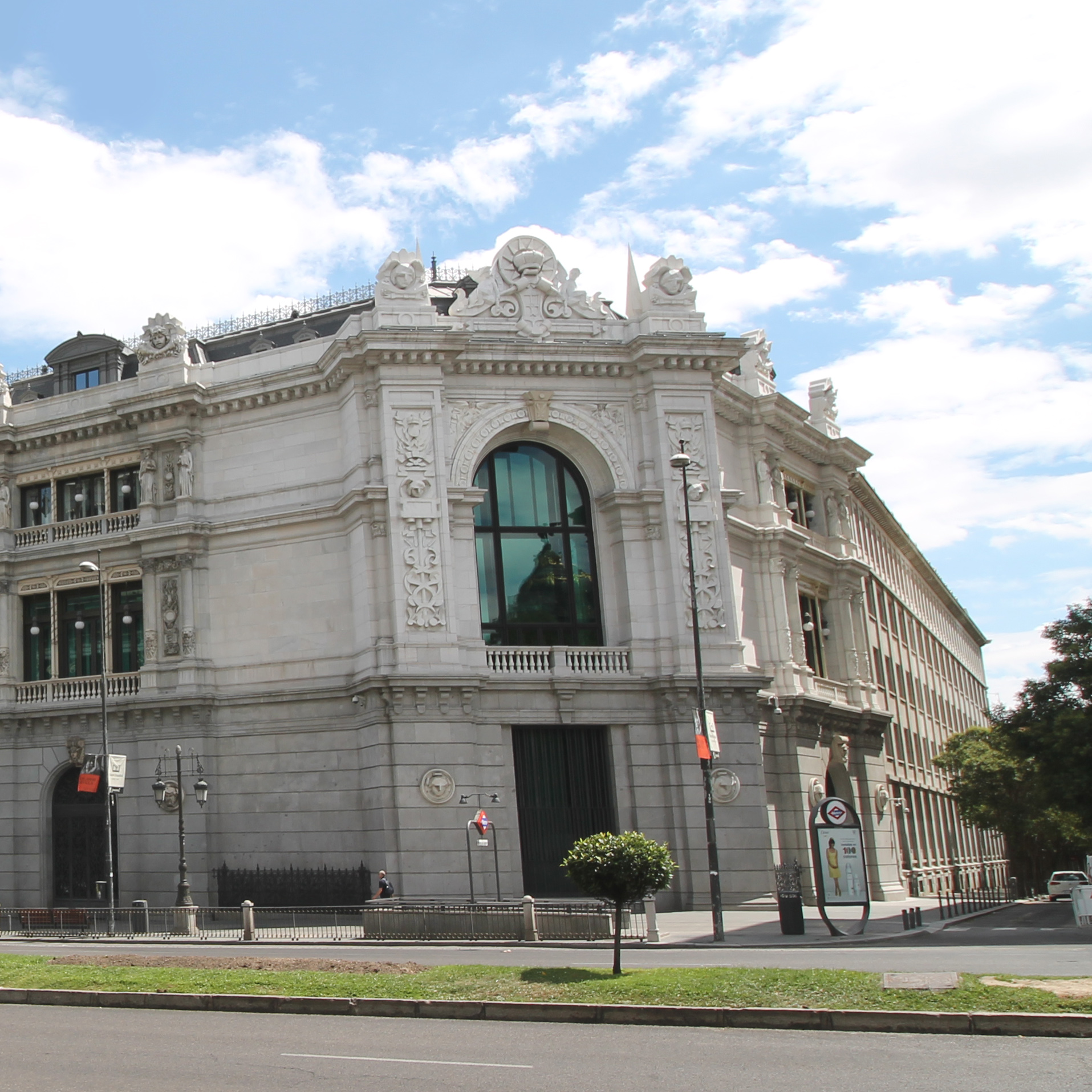
A la derecha la ampliación proyectada por Rafael Moneo y construida entre 2003 y 2006.

En 1950, el vecino Banco de España, adquirió el inmueble con la intención de derruirlo y cerrar la manzana que ocupaba. En 1969 el Banco de España realiza su tercera ampliación, fagocitando así el resto de inmuebles que ocupaban la manzana a excepción del palacio de Lorite. Hasta 1974 no se consiguió desalojar a los inquilinos que ocupaban las viviendas. En 1978 el banco central convocó un concurso restringido, al que se presentaron los siguientes arquitectos: Fernando Chueca Goitia, Javier Yarnoz Orcoyen, Luis Cubillo de Arteaga, Oriol Bohigas, Josep Maria Martorell y David Mackay, Corrales y Molezún, Rafael Moneo, Fernando Moreno Barberá y Eleuterio Población. Resultó ganador Rafael Moneo que apostó por una idea continuista consistente en respetar la arquitectura histórica del siglo XIX reinterpretándola discretamente con un lenguaje algo más moderno.
Sin embargo, el edificio estaba protegido por el Plan Especial de Conservación del Ayuntamiento de Madrid, que se acababa de aprobar y que en 1985 fue incluido en el Plan General de Ordenación Urbana de Madrid. En 1989, Juan Barranco entonces alcalde de Madrid llegó a decir: «Para tirar el palacio de Lorite, el Banco de España tendría que pasar sobre mi cadáver». En 1997 el equipo de gobierno decide desprotegerlo y finalmente en 2003 es derruido. El derribo fue criticado por parte de la sociedad. El partido político Izquierda Unida lamentó la pérdida de patrimonio y sostuvo que dicha ampliación era innecesaria al haberse transferido gran parte de las funciones del Banco de España al Banco Central Europeo. Por otro lado, Carmelo Encinas en El País sostenía que esta demolición no puede compararse a la del edificio de «La Pagoda» de Miguel Fisac (demolida en 1999), ya que realmente no era un palacio sino una construcción mixta (viviendas y oficinas) y que, además, al lado del Banco de España «cualquiera puede ver que es un pegote». El Palacio de Lorite sobrepasaba en dos plantas y media al edificio del Banco de España.  
Las obras de ampliación concluyeron en 2006, coincidiendo con el 150 aniversario de la institución.
En palabras del arquitecto Javier García-Gutiérrez Mosteiro, «Su estilo es ecléctico, de corrección y noble presencia. Junto al de los Jareños y al de Velázquez, en el Retiro, es uno de los escasos edificios madrileños conocido por el nombre de su arquitecto, pero nunca fue un palacio».